# Stapelguss
Als Stapelguss wird ein Verfahren in der Gusstechnik bezeichnet, bei dem identische Formen vor dem Gießen senkrecht übereinander gestapelt werden.
Verwendung finden dabei verlorene Formen wie Sandformen oder Maskenformen, oft in Verbindung mit maschinellen Formanlagen. Die einzelnen Formen werden vertikal gestapelt und mechanisch oder pneumatisch aneinandergedrückt. Ein gemeinsamer Verbindungskanal sorgt für die Verteilung des Metalls. In der untersten Form des Stapels wird dieser Kanal mit einem Stopfen verschlossen.
Vorteil des Stapelgusses ist die hohe Anzahl an Gussteilen, die mit einem Guss herstellbar sind. Anwendung findet der Stapelguss daher vornehmlich in der Serienfertigung.